# Argentína a 2000. évi nyári olimpiai játékokon
Argentína az ausztráliai Sydneyben megrendezett 2000. évi nyári olimpiai játékok egyik részt vevő nemzete volt. Az országot az olimpián 21 sportágban 143 sportoló képviselte, akik összesen 4 érmet szereztek.

## Érmesek
| Érem  | Versenyző | Sportág    | Versenyszám           |
| ----- | --- | ---------- | --------------------- |
| Ezüst | Nemzeti válogatott Mariela Antoniska Sole García Magdalena Aicega María Paz Ferrari Anabel Gambero Ayelén Stepnik Inés Arrondo Lucha Aymar Vanina Oneto Jorgelina Rimoldi Karina Masotta Paola Vukojicic Laura Maiztegui Mechi Margalot | Gyeplabda  | Női                   |
| Ezüst | Carlos Espínola | Vitorlázás | Férfi szörfvitorlázás |
| Bronz | Javier Conte Juan de la Fuente | Vitorlázás | Férfi 470-es osztály  |
| Bronz | Serena Amato | Vitorlázás | Női laser radial      |

## Asztalitenisz
Férfi
| Versenyző                | Versenyszám | Selejtező         | Csoportkör | Csoportkör | 32-es főtábla     | Nyolcaddöntő      | Negyeddöntő       | Elődöntő          | Döntő             | Helyezés |
| Versenyző                | Versenyszám | Ellenfél Eredmény | Ellenfél Eredmény | Hely.      | Ellenfél Eredmény | Ellenfél Eredmény | Ellenfél Eredmény | Ellenfél Eredmény | Ellenfél Eredmény | Helyezés |
| ------------------------ | ----------- | ----------------- | --- | ---------- | ----------------- | ----------------- | ----------------- | ----------------- | ----------------- | -------- |
| Song Liu                 | Egyes       |                   | M csoport · Timo Boll (GER) · 9–21, 21–17, 12–21, 19–21 · Hamad el-Hammádi (QAT) · 21–16, 13–21, 21–12, 21–14                                   | 2.         | kiesett           | kiesett           | kiesett           | kiesett           | kiesett           | 17.      |
| Song Liu Pablo Tabachnik | Páros       | erőnyerő          | A csoport · Kanada (CAN) · Johnny Huang · Kurt Liu · 12–21, 21–18, 15–21 · Franciaország (FRA) · Christophe Legoût · Damien Éloi · 15–21, 10–21 | 3.         |                   | kiesett           | kiesett           | kiesett           | kiesett           | 25.      |

## Atlétika
Férfi
| Versenyző       | Versenyszám | Előfutam | Előfutam | Előfutam | Negyeddöntő | Negyeddöntő | Negyeddöntő | Elődöntő | Elődöntő | Elődöntő | Döntő   | Döntő    |
| Versenyző       | Versenyszám | Idő      | Hely.    | Össz.    | Idő         | Hely.       | Össz.       | Idő      | Hely.    | Össz.    | Idő     | Helyezés |
| --------------- | ----------- | -------- | -------- | -------- | ----------- | ----------- | ----------- | -------- | -------- | -------- | ------- | -------- |
| Gabriel Simón   | 100 m       | 10,56    | 5.       | 58.*     | kiesett     | kiesett     | kiesett     | kiesett  | kiesett  | kiesett  | kiesett | kiesett  |
| Carlos Gats     | 200 m       | 21,15    | 5.       | 46.      | kiesett     | kiesett     | kiesett     | kiesett  | kiesett  | kiesett  | kiesett | kiesett  |
| Gustavo Aguirre | 400 m       | 47,03    | 5.       | 57.      | kiesett     | kiesett     | kiesett     | kiesett  | kiesett  | kiesett  | kiesett | kiesett  |
| Oscar Cortínez  | Maraton     |          |          |          |             |             |             |          |          |          | 2:25:01 | 58.      |

| Versenyző          | Versenyszám   | Selejtező | Selejtező | Döntő    | Döntő    |
| Versenyző          | Versenyszám   | Eredmény  | Helyezés  | Eredmény | Helyezés |
| ------------------ | ------------- | --------- | --------- | -------- | -------- |
| Marcelo Pugliese   | Diszkoszvetés | 56,30 m   | 37.       | kiesett  | kiesett  |
| Juan Ignacio Cerra | Kalapácsvetés | 72,86 m   | 27.       | kiesett  | kiesett  |

Női
| Versenyző         | Versenyszám | Előfutam | Előfutam | Előfutam | Negyeddöntő | Negyeddöntő | Negyeddöntő | Elődöntő | Elődöntő | Elődöntő | Döntő   | Döntő    |
| Versenyző         | Versenyszám | Idő      | Hely.    | Össz.    | Idő         | Hely.       | Össz.       | Idő      | Hely.    | Össz.    | Idő     | Helyezés |
| ----------------- | ----------- | -------- | -------- | -------- | ----------- | ----------- | ----------- | -------- | -------- | -------- | ------- | -------- |
| Elisa Cobañea     | 5000 m      | 16:16,58 | 14.      | 42.      |             |             |             |          |          |          | kiesett | kiesett  |
| Verónica de Paoli | 100 m gát   | 14,61    | 8.       | 38.      | kiesett     | kiesett     | kiesett     | kiesett  | kiesett  | kiesett  | kiesett | kiesett  |

| Versenyző         | Versenyszám | Selejtező | Selejtező | Döntő    | Döntő    |
| Versenyző         | Versenyszám | Eredmény  | Helyezés  | Eredmény | Helyezés |
| ----------------- | ----------- | --------- | --------- | -------- | -------- |
| Solange Witteveen | Magasugrás  | 189 cm    | 20.       | kiesett  | kiesett  |
| Alejandra García  | Rúdugrás    | 415 cm    | 18.*      | kiesett  | kiesett  |
| Andrea Ávila      | Távolugrás  | 611 cm    | 31.       | kiesett  | kiesett  |

* - egy másik versenyzővel azonos eredményt ért el

## Cselgáncs
Férfi
| Versenyző         | Versenyszám  | Selejtező                            | 32-es főtábla                     | Nyolcaddöntő                      | Negyeddöntő                             | Elődöntő          | Vigaszág első kör                    | Vigaszág negyeddöntő                | Vigaszág elődöntő | Bronz- mérkőzés   | Döntő             | Helyezés    |
| Versenyző         | Versenyszám  | Ellenfél Eredmény                    | Ellenfél Eredmény                 | Ellenfél Eredmény                 | Ellenfél Eredmény                       | Ellenfél Eredmény | Ellenfél Eredmény                    | Ellenfél Eredmény                   | Ellenfél Eredmény | Ellenfél Eredmény | Ellenfél Eredmény | Helyezés    |
| ----------------- | ------------ | ------------------------------------ | --------------------------------- | --------------------------------- | --------------------------------------- | ----------------- | ------------------------------------ | ----------------------------------- | ----------------- | ----------------- | ----------------- | ----------- |
| Jorge Lencina     | Légsúly      | Ajdin Szmagulov (KGZ) · 0001-1001    | kiesett                           | kiesett                           | kiesett                                 | kiesett           |                                      |                                     |                   |                   |                   | helyezetlen |
| Martín Ríos       | Harmatsúly   | Iszlam Macijev (RUS) · 0000-0200     | kiesett                           | kiesett                           | kiesett                                 | kiesett           |                                      |                                     |                   |                   |                   | helyezetlen |
| Sebastián Alquati | Könnyűsúly   | erőnyerő                             | Andrew Payne (BAR) · 1010-0010    | Cshö Jongszin (KOR) · 0001-0110   |                                         |                   | Jimmy Pedro (USA) · 0001-0202        | kiesett                             | kiesett           | kiesett           |                   | 13.         |
| Gastón García     | Váltósúly    | Mehman Əzizov (AZE) · 1000-0000      | Ricardo Echarte (ESP) · 0002-0001 | Takimoto Makoto (JPN) · 0000-1000 |                                         |                   | Ruszlan Szeilhanov (KAZ) · 0111-1001 | kiesett                             | kiesett           | kiesett           |                   | 13.         |
| Eduardo Costa     | Középsúly    |                                      | Michele Monti (ITA) · 1010-0100   | Ju Szongjon (KOR) · 1021-0100     | Frédéric Demontfaucon (FRA) · 0000-1000 |                   |                                      | Ruszlan Masurenko (UKR) · 0001-1000 | kiesett           | kiesett           |                   | 9.          |
| Alejandro Bender  | Félnehézsúly | Marius Paškevičius (LTU) · 0000-1000 | kiesett                           | kiesett                           | kiesett                                 | kiesett           |                                      |                                     |                   |                   |                   | helyezetlen |
| Orlando Baccino   | Nehézsúly    | Csősz Imre (HUN) · 1000-0000         | Pan Song (CHN) · 0010-1010        | kiesett                           | kiesett                                 | kiesett           |                                      |                                     |                   |                   |                   | helyezetlen |

Női
| Versenyző        | Versenyszám | Selejtező         | Nyolcaddöntő                        | Negyeddöntő                      | Elődöntő          | Vigaszág első kör | Vigaszág negyeddöntő          | Vigaszág elődöntő | Bronz- mérkőzés   | Döntő             | Helyezés |
| Versenyző        | Versenyszám | Ellenfél Eredmény | Ellenfél Eredmény                   | Ellenfél Eredmény                | Ellenfél Eredmény | Ellenfél Eredmény | Ellenfél Eredmény             | Ellenfél Eredmény | Ellenfél Eredmény | Ellenfél Eredmény | Helyezés |
| ---------------- | ----------- | ----------------- | ----------------------------------- | -------------------------------- | ----------------- | ----------------- | ----------------------------- | ----------------- | ----------------- | ----------------- | -------- |
| Carolina Mariani | Harmatsúly  | erőnyerő          | Shih Pei-Chun (TPE) · 0001-0000     | Legna Verdecia (CUB) · 0000-0000 |                   |                   | Miren León (ESP) · 0002-1001  | kiesett           | kiesett           |                   | 9.       |
| Daniela Krukower | Középsúly   | erőnyerő          | Mariama Sonah Bah (GUI) · 1040-0000 | Kate Howey (GBR) · 0000-0201     |                   |                   | Edith Bosch (NED) · 0001-0001 | kiesett           | kiesett           |                   | 9.       |

## Evezés
Férfi
| Versenyző                            | Versenyszám              | Előfutam | Előfutam | Vigaszág | Vigaszág | Elődöntő | Elődöntő | Elődöntő | Döntő   | Döntő   | Döntő   | Helyezés |
| Versenyző                            | Versenyszám              | Idő      | Hely.    | Idő      | Hely.    | Típus    | Idő      | Hely.    | Típus   | Idő     | Hely.   | Helyezés |
| ------------------------------------ | ------------------------ | -------- | -------- | -------- | -------- | -------- | -------- | -------- | ------- | ------- | ------- | -------- |
| Sergio Fernández                     | Egypárevezős             | 7:20,65  | 4.       | 7:13,68  | 2.       | C/D      | 7:21,46  | 2.       | C       | 7:09,43 | 4.      | 15.      |
| Damian Ordás Diego Aguirregomezcorta | Kormányos nélküli kettes | 6:55,74  | 4.       | 6:52,38  | 4.       | kiesett  | kiesett  | kiesett  | kiesett | kiesett | kiesett | 13.      |
| Ulf Lienhard Sebastián Massa         | Könnyűsúlyú kétpárevezős | 6:40,16  | 3.       | 6:41,10  | 3.       |          |          |          | C       | 6:29,19 | 1.      | 13.      |

Női
| Versenyző                     | Versenyszám              | Előfutam | Előfutam | Vigaszág | Vigaszág | Elődöntő | Elődöntő | Elődöntő | Döntő   | Döntő   | Döntő   | Helyezés |
| Versenyző                     | Versenyszám              | Idő      | Hely.    | Idő      | Hely.    | Típus    | Idő      | Hely.    | Típus   | Idő     | Hely.   | Helyezés |
| ----------------------------- | ------------------------ | -------- | -------- | -------- | -------- | -------- | -------- | -------- | ------- | ------- | ------- | -------- |
| Paola López                   | Egypárevezős             | 8:06,65  | 4.       | 8:03,83  | 3.       | C/D      | 8:13,05  | 2.       | C       | 8:03,11 | 3.      | 15.      |
| Marisa Peguri María Garisoain | Könnyűsúlyú kétpárevezős | 7:30,74  | 5.       | 7:28,19  | 4.       | kiesett  | kiesett  | kiesett  | kiesett | kiesett | kiesett | 18.      |

## Gyeplabda

### Férfi
| Argentin férfi gyeplabdacsapat-játékoskeret | Argentin férfi gyeplabdacsapat-játékoskeret                                                                                                 |
| --- | --- |
| - Pablo Moreira - Juan Pablo Hourquebie - Máximo Pellegrino - Matías Vila - Ezequiel Paulón - Mariano Chao - Mario Almada - Carlos José Retegui | - Rodrigo Vila - Tomás MacCormik - Santiago Capurro - Marco Riccardi - Jorge Lombi - Fernando Zylberberg - Germán Orozco - Fernando Oscaris |

#### Eredmények
Csoportkör
B csoport
| Csapat              | M | Gy | D | V | G+ | G– | Gk | P  |
| ------------------- | - | -- | - | - | -- | -- | -- | -- |
| Ausztrália (AUS)    | 5 | 3  | 2 | 0 | 12 | 6  | +6 | 11 |
| Dél-Korea (KOR)     | 5 | 2  | 2 | 1 | 9  | 7  | +2 | 8  |
| India (IND)         | 5 | 2  | 2 | 1 | 9  | 7  | +2 | 8  |
| Argentína (ARG)     | 5 | 1  | 2 | 2 | 13 | 13 | 0  | 5  |
| Lengyelország (POL) | 5 | 1  | 2 | 2 | 12 | 14 | –2 | 4  |
| Spanyolország (ESP) | 5 | 0  | 2 | 3 | 7  | 15 | –8 | 2  |

| 2000. szeptember 17. 10:30 | Argentína (ARG) | 0–3   | India (IND)                   | Játékvezetők: Amarjit Singh (MAS), Richard Wolter (GER) |
| 2000. szeptember 17. 10:30 |                 | (0–2) | Dad 25', 60' · Nandanúri 35+' | Játékvezetők: Amarjit Singh (MAS), Richard Wolter (GER) |

| 2000. szeptember 19. 18:30 | Argentína (ARG) | 2–2   | Dél-Korea (KOR)                 | Játékvezetők: Sumesh Putra (CAN), Richard Wolter (GER) |
| 2000. szeptember 19. 18:30 | Lombi 5', 67'   | (1–1) | Jo Ungon 7' · Csi Szonghvan 63' | Játékvezetők: Sumesh Putra (CAN), Richard Wolter (GER) |

| 2000. szeptember 21. 10:30 | Argentína (ARG)                       | 5–5   | Lengyelország (POL)                                                 | Játékvezetők: Jason McCracken (NZL), Sumesh Putra (CAN) |
| 2000. szeptember 21. 10:30 | Lombi 6', 23', 41', 63' · Capurro 66' | (2–1) | Ł. Wybieralski 31' · Mikula 45', 51' · Jakubiak 60' · Grotowski 67' | Játékvezetők: Jason McCracken (NZL), Sumesh Putra (CAN) |

| 2000. szeptember 23. 18:30 | Ausztrália (AUS)          | 2–1   | Argentína (ARG) | Játékvezetők: Peter von Roth (NED), Eric Denis (BEL) |
| 2000. szeptember 23. 18:30 | Sproule 56' · Brennan 62' | (2–1) | Lombi 54'       | Játékvezetők: Peter von Roth (NED), Eric Denis (BEL) |

| 2000. szeptember 25. 8:30 | Spanyolország (ESP) | 1–5   | Argentína (ARG)                                | Játékvezetők: Ray O′Connor (IRL), Amarjit Singh (MAS) |
| 2000. szeptember 25. 8:30 | Ribas 5'            | (1–1) | Lombi 23', 45', 66' · M. Vila 54' · Almada 57' | Játékvezetők: Ray O′Connor (IRL), Amarjit Singh (MAS) |

Az 5–8. helyért
| 2000. szeptember 28. 11:30 | Németország (GER)                                                | 6–2   | Argentína (ARG) | State Hockey Centre, Sydney Játékvezetők: Ray O′Connor (IRL), Han Jin-Soo (KOR) |
| 2000. szeptember 28. 11:30 | Domke 40' · Emmerling 42' · Bechmann 44', 64' · Michel 66', 70+' | (0–2) | Lombi 13', 14'  | State Hockey Centre, Sydney Játékvezetők: Ray O′Connor (IRL), Han Jin-Soo (KOR) |

A 7. helyért
| 2000. szeptember 29. 11:30 | India (IND)                        | 3–1   | Argentína (ARG) | State Hockey Centre, Sydney Játékvezetők: Richard Wolter (GER), Murray Grime (AUS) |
| 2000. szeptember 29. 11:30 | Thakur 30' · Gill 47' · Pillai 63' | (1–0) | Lombi 52'       | State Hockey Centre, Sydney Játékvezetők: Richard Wolter (GER), Murray Grime (AUS) |

| Csapat          | Helyezés |
| --------------- | -------- |
| Argentína (ARG) | 8.       |

### Női
| Argentin női gyeplabdacsapat-játékoskeret | Argentin női gyeplabdacsapat-játékoskeret                                                                                      |
| --- | --- |
| - Mariela Antoniska - Soledad García - Magdalena Aicega - María Paz Ferrari - Anabel Gambero - Ayelén Stepnik - Inés Arrondo - Luciana Aymar - Vanina Oneto | - Jorgelina Rimoldi - Karina Masotta - Paola Vukojicic - Laura Maiztegui - Mechi Margalot - Maripi Hernández - Cecilia Rognoni |

#### Eredmények
Csoportkör
A csoport
| Csapat               | M | Gy | D | V | G+ | G– | Gk | P  |
| -------------------- | - | -- | - | - | -- | -- | -- | -- |
| Ausztrália (AUS)     | 4 | 3  | 1 | 0 | 9  | 3  | +6 | 10 |
| Argentína (ARG)      | 4 | 2  | 0 | 2 | 5  | 6  | –1 | 6  |
| Spanyolország (ESP)  | 4 | 1  | 2 | 1 | 2  | 3  | –1 | 5  |
| Nagy-Britannia (GBR) | 4 | 1  | 1 | 2 | 5  | 5  | 0  | 4  |
| Dél-Korea (KOR)      | 4 | 0  | 2 | 2 | 4  | 8  | –4 | 2  |

| 2000. szeptember 16. 8:30 | Dél-Korea (KOR)                 | 2–3   | Argentína (ARG)                      | Játékvezetők: Gina Spitaleri (ITA), Miriam van Gemert (NED) |
| 2000. szeptember 16. 8:30 | Szin Mikjong 20' · Cso Bora 33' | (2–1) | Masotta 9' · Aymar 44' · Rimoldi 68' | Játékvezetők: Gina Spitaleri (ITA), Miriam van Gemert (NED) |

| 2000. szeptember 18. 18:30 | Nagy-Britannia (GBR) | 0–1   | Argentína (ARG) | Játékvezetők: Renee Cohen (NED), Gina Spitaleri (ITA) |
| 2000. szeptember 18. 18:30 |                      | (0–1) | Masotta 14'     | Játékvezetők: Renee Cohen (NED), Gina Spitaleri (ITA) |

| 2000. szeptember 20. 20:30 | Ausztrália (AUS)                                | 3–1   | Argentína (ARG) | Játékvezetők: Renee Cohen (NED), Miriam van Gemert (NED) |
| 2000. szeptember 20. 20:30 | Morris 25' · Starre 33' · Mitchell-Taverner 63' | (2–0) | García 66'      | Játékvezetők: Renee Cohen (NED), Miriam van Gemert (NED) |

| 2000. szeptember 21. 10:30 | Argentína (ARG) | 0–1   | Spanyolország (ESP) | Játékvezetők: Marelize de Klerk (RSA), Kazuko Yasueda (JPN) |
| 2000. szeptember 21. 10:30 |                 | (0–0) | Goikoetxea 40'      | Játékvezetők: Marelize de Klerk (RSA), Kazuko Yasueda (JPN) |

Középdöntő
| Csapat              | M | Gy | D | V | G+ | G– | Gk  | P  |
| ------------------- | - | -- | - | - | -- | -- | --- | -- |
| Ausztrália (AUS)    | 5 | 4  | 1 | 0 | 17 | 3  | +14 | 13 |
| Argentína (ARG)     | 5 | 3  | 0 | 2 | 13 | 7  | +6  | 9  |
| Hollandia (NED)     | 5 | 2  | 0 | 3 | 8  | 14 | –6  | 6  |
| Spanyolország (ESP) | 5 | 1  | 3 | 1 | 5  | 5  | 0   | 6  |
| Kína (CHN)          | 5 | 1  | 1 | 3 | 4  | 10 | –6  | 4  |
| Új-Zéland (NZL)     | 5 | 1  | 1 | 3 | 8  | 16 | –8  | 4  |

| 2000. szeptember 24. 14:00 | Argentína (ARG)            | 3–1   | Hollandia (NED) | State Hockey Centre, Sydney Játékvezetők: Kazuko Yasueda (JPN), Ute Conen (GER) |
| 2000. szeptember 24. 14:00 | Aymar 3' · García 26', 50' | (2–1) | Smabers 12'     | State Hockey Centre, Sydney Játékvezetők: Kazuko Yasueda (JPN), Ute Conen (GER) |

| 2000. szeptember 25. 13:30 | Argentína (ARG)         | 2–1   | Kína (CHN)       | State Hockey Centre, Sydney Játékvezetők: Lyn Farrell (NZL), Renee Cohen (NED) |
| 2000. szeptember 25. 13:30 | Aymar 35+' · García 52' | (1–1) | Tang Chunling 6' | State Hockey Centre, Sydney Játékvezetők: Lyn Farrell (NZL), Renee Cohen (NED) |

| 2000. szeptember 27. 16:30 | Argentína (ARG)                                          | 7–1   | Új-Zéland (NZL) | State Hockey Centre, Sydney Játékvezetők: Judith Barnesby (AUS), Kazuko Yasueda (JPN) |
| 2000. szeptember 27. 16:30 | Rognoni 9', 47' · Oneto 12', 40', 42', 49' · Masotta 31' | (3–1) | Bell-Kake 33'   | State Hockey Centre, Sydney Játékvezetők: Judith Barnesby (AUS), Kazuko Yasueda (JPN) |

Döntő
| 2000. szeptember 29. 20:00 | Ausztrália (AUS)                    | 3–1   | Argentína (ARG) | State Hockey Centre, Sydney Játékvezetők: Miriam van Gemert (NED), Kazuko Yasueda (JPN) |
| 2000. szeptember 29. 20:00 | Annan 10' · Haslam 26' · Morris 38' | (2–0) | Oneto 44'       | State Hockey Centre, Sydney Játékvezetők: Miriam van Gemert (NED), Kazuko Yasueda (JPN) |

| Csapat          | Helyezés |
| --------------- | -------- |
| Argentína (ARG) |          |

## Kajak-kenu

### Síkvízi
Férfi
| Versenyző                       | Versenyszám         | Előfutam | Előfutam | Előfutam | Elődöntő | Elődöntő | Elődöntő | Döntő    | Döntő    |
| Versenyző                       | Versenyszám         | Idő      | Hely.    | Össz.    | Idő      | Hely.    | Össz.    | Idő      | Helyezés |
| ------------------------------- | ------------------- | -------- | -------- | -------- | -------- | -------- | -------- | -------- | -------- |
| Javier Correa                   | Kajak egyes 500 m   | 1:41,557 | 1.       | 7.       | 1:42,764 | 6.       | 17.      | kiesett  | kiesett  |
| Javier Correa                   | Kajak egyes 1000 m  | 3:37,849 | 2.       | 9.       | 3:37,975 | 1.       | 4.       | 3:35,687 | 5.       |
| Fernando Martín Abelardo Sztrum | Kajak kettes 1000 m | 3:24,324 | 9.       | 17.      | kiesett  | kiesett  | kiesett  | kiesett  | kiesett  |

## Kerékpározás

### Hegyi-kerékpározás
| Versenyző     | Versenyszám        | Idő                    | Helyezés      |
| ------------- | ------------------ | ---------------------- | ------------- |
| Ignacio Gili  | Férfi terepverseny | nem ért célba          | nem ért célba |
| Jimena Florit | Női terepverseny   | 2:00:49,05 (+11:24,67) | 20.           |

### Pálya-kerékpározás
| Versenyző                                                    | Versenyszám  | Selejtező | Selejtező | Negyeddöntő  | Negyeddöntő | Elődöntő     | Elődöntő  | Döntő        | Döntő     | Döntő    |
| Versenyző                                                    | Versenyszám  | Idő       | Hely.     | Ellenfél Idő | Saját idő   | Ellenfél Idő | Saját idő | Ellenfél Idő | Saját idő | Helyezés |
| ------------------------------------------------------------ | ------------ | --------- | --------- | ------------ | ----------- | ------------ | --------- | ------------ | --------- | -------- |
| Walter Pérez                                                 | Férfi egyéni | 4:30,757  | 8.        |              |             | kiesett      | kiesett   | kiesett      | kiesett   | kiesett  |
| Walter Pérez Edgardo Simón Gonzalo García Guillermo Brunetta | Férfi csapat | 4:10,940  | 9.        | kiesett      | kiesett     | kiesett      | kiesett   | kiesett      | kiesett   | kiesett  |

Pontversenyek
| Név                                    | Versenyszám       | Pont | Körhátrány | Helyezés |
| -------------------------------------- | ----------------- | ---- | ---------- | -------- |
| Juan Esteban Curuchet                  | Férfi pontverseny | 8    | -2         | 14.      |
| Juan Esteban Curuchet Gabriel Curuchet | Férfi madison     | 9    | 0          | 7.       |

## Lovaglás
Díjugratás
| Versenyző     | Ló      | Versenyszám | Selejtező | Selejtező | Selejtező | Selejtező | Selejtező | Selejtező | Selejtező | Selejtező | Döntő  | Döntő  | Döntő  | Döntő  | Végeredmény | Végeredmény |
| Versenyző     | Ló      | Versenyszám | 1. kör    | 1. kör    | 2. kör    | 2. kör    | 2. kör    | 3. kör    | 3. kör    | 3. kör    | 1. kör | 1. kör | 2. kör | 2. kör | Végeredmény | Végeredmény |
| Versenyző     | Ló      | Versenyszám | Bünt.     | Hely.     | Bünt.     | Össz.     | Hely.     | Bünt.     | Össz.     | Hely.     | Bünt.  | Hely.  | Bünt.  | Hely.  | Bünt.       | Helyezés    |
| ------------- | ------- | ----------- | --------- | --------- | --------- | --------- | --------- | --------- | --------- | --------- | ------ | ------ | ------ | ------ | ----------- | ----------- |
| Martín Dopazo | Calwaro | Egyéni      | 2,25      | 4.        | 12,25     | 14,50     | 22.       | 12,00     | 26,50     | 31.       | 12,00  | 20.    | 5,50   | 12.    | 17,50       | 18.*        |

* - egy másik versenyzővel azonos eredményt ért el

## Műugrás
Női
| Versenyző        | Versenyszám    | Selejtező | Selejtező | Elődöntő | Elődöntő | Döntő   | Döntő    |
| Versenyző        | Versenyszám    | Pont      | Helyezés  | Pont     | Helyezés | Pont    | Helyezés |
| ---------------- | -------------- | --------- | --------- | -------- | -------- | ------- | -------- |
| Svetlana Ishkova | Egyéni műugrás | 185,61    | 40.       | kiesett  | kiesett  | kiesett | kiesett  |

## Ökölvívás
| Versenyző          | Versenyszám  | Selejtező                        | Nyolcaddöntő                       | Negyeddöntő                   | Elődöntő          | Döntő             | Helyezés |
| Versenyző          | Versenyszám  | Ellenfél Eredmény                | Ellenfél Eredmény                  | Ellenfél Eredmény             | Ellenfél Eredmény | Ellenfél Eredmény | Helyezés |
| ------------------ | ------------ | -------------------------------- | ---------------------------------- | ----------------------------- | ----------------- | ----------------- | -------- |
| Omar Narváez       | Légsúly      | Carlos Valcárcel (PUR) · 12-6    | Volodimir Szidorenko (UKR) · 10-16 | kiesett                       | kiesett           | kiesett           | 9.       |
| Ceferino Labarda   | Harmatsúly   | Raimkul Malahbekov (RUS) · 2-17  | kiesett                            | kiesett                       | kiesett           | kiesett           | 17.      |
| Israel Pérez       | Pehelysúly   | erőnyerő                         | Musa Simelane (SWZ) · 16-1         | Tahar Tamsamani (MAR) · 18-21 | kiesett           | kiesett           | 7.       |
| Víctor Hugo Castro | Kisváltósúly | Kay Huste (GER) · 3-5            | kiesett                            | kiesett                       | kiesett           | kiesett           | 17.      |
| Guillermo Saputo   | Váltósúly    | Szerhij Docenko (UKR) · 7-12     | kiesett                            | kiesett                       | kiesett           | kiesett           | 17.      |
| Mariano Carrera    | Középsúly    | Akın Kuloğlu (TUR) · 1-16        | kiesett                            | kiesett                       | kiesett           | kiesett           | 17.      |
| Hugo Garay         | Félnehézsúly | Olzsasz Orazalijev (KAZ) · 12-27 | kiesett                            | kiesett                       | kiesett           | kiesett           | 17.      |

## Röplabda

### Férfi
| Argentin férfi röplabdacsapat-játékoskeret                                                        | Argentin férfi röplabdacsapat-játékoskeret                                                                 |
| ------------------------------------------------------------------------------------------------- | --- |
| - Jerónimo Bidegain - Hugo Conte - Sebastián Firpo - Christian Lares - Leandro Maly - Pablo Meana | - Marcos Milinkovic - Leandro Patti - Pablo Pereira - Juan Pablo Porello - Alejandro Spajic - Carlos Weber |

#### Eredmények
Csoportkör
B csoport
|                        |      | Mérkőzések | Mérkőzések | Szettek | Szettek | Szettek | Pontok | Pontok | Pontok |
| Csapat                 | Pont | Gy         | V          | Sz+     | Sz–     | SzA     | P+     | P–     | PA     |
| ---------------------- | ---- | ---------- | ---------- | ------- | ------- | ------- | ------ | ------ | ------ |
| Olaszország (ITA)      | 10   | 5          | 0          | 15      | 4       | 3,750   | 482    | 421    | 1,145  |
| Oroszország (RUS)      | 9    | 4          | 1          | 13      | 7       | 1,857   | 465    | 443    | 1,050  |
| Jugoszlávia (SCG)      | 8    | 3          | 2          | 12      | 9       | 1,333   | 489    | 461    | 1,061  |
| Argentína (ARG)        | 7    | 2          | 3          | 7       | 11      | 0,636   | 409    | 446    | 0,917  |
| Dél-Korea (KOR)        | 6    | 1          | 4          | 8       | 14      | 0,571   | 491    | 504    | 0,974  |
| Egyesült Államok (USA) | 5    | 0          | 5          | 5       | 15      | 0,333   | 417    | 478    | 0,872  |

| 2000. szeptember 17. 18:30 | Egyesült Államok (USA)       | 1–3 | Argentína (ARG) | Nézőszám: 8519 Játékvezető: Stoyan Kostov Stoyanov (BUL), Wang Ning (CHN) |
| 2000. szeptember 17. 18:30 | (26–24, 23–25, 21–25, 18–25) |     |                 | Nézőszám: 8519 Játékvezető: Stoyan Kostov Stoyanov (BUL), Wang Ning (CHN) |

| 2000. szeptember 19. 10:00 | Argentína (ARG)              | 3–1 | Dél-Korea (KOR) | Nézőszám: 4462 Játékvezető: Hóbor Béla (HUN), Mahmoud Hosni Abdel Megid (EGY) |
| 2000. szeptember 19. 10:00 | (25–23, 17–25, 30–28, 25–21) |     |                 | Nézőszám: 4462 Játékvezető: Hóbor Béla (HUN), Mahmoud Hosni Abdel Megid (EGY) |

| 2000. szeptember 21. 12:30 | Olaszország (ITA)     | 3–0 | Argentína (ARG) | Nézőszám: 8185 Játékvezető: Fernando Nava (MEX), Takashi Shimoyama (JPN) |
| 2000. szeptember 21. 12:30 | (40–38, 25–18, 25–14) |     |                 | Nézőszám: 8185 Játékvezető: Fernando Nava (MEX), Takashi Shimoyama (JPN) |

| 2000. szeptember 23. 12:05 | Jugoszlávia (SCG)            | 3–1 | Argentína (ARG) | Nézőszám: 4656 Játékvezető: Wang Ning (CHN), Fernando Nava (MEX) |
| 2000. szeptember 23. 12:05 | (21–25, 25–15, 25–23, 25–22) |     |                 | Nézőszám: 4656 Játékvezető: Wang Ning (CHN), Fernando Nava (MEX) |

| 2000. szeptember 25. 10:00 | Argentína (ARG)       | 0–3 | Oroszország (RUS) | Nézőszám: 4676 Játékvezető: Songsak Chareonpong (THA), Takashi Shimoyama (JPN) |
| 2000. szeptember 25. 10:00 | (23–25, 15–25, 20–25) |     |                   | Nézőszám: 4676 Játékvezető: Songsak Chareonpong (THA), Takashi Shimoyama (JPN) |

Negyeddöntő
| 2000. szeptember 27. 18:30 | Brazília (BRA)               | 1–3 | Argentína (ARG) | Nézőszám: 8381 Játékvezető: Themistoklis Kalpaktsoglou (GRE), Stoyan Kostov Stoyanov (BUL) |
| 2000. szeptember 27. 18:30 | (25–17, 21–25, 19–25, 25–27) |     |                 | Nézőszám: 8381 Játékvezető: Themistoklis Kalpaktsoglou (GRE), Stoyan Kostov Stoyanov (BUL) |

Elődöntő
| 2000. szeptember 29. 18:30 | Argentína (ARG)              | 1–3 | Oroszország (RUS) | Nézőszám: 8177 Játékvezető: Jose Ramon Perez Vento (CUB), Wang Ning (CHN) |
| 2000. szeptember 29. 18:30 | (25–27, 30–32, 25–21, 11–25) |     |                   | Nézőszám: 8177 Játékvezető: Jose Ramon Perez Vento (CUB), Wang Ning (CHN) |

Bronzmérkőzés
| 2000. október 1. 12:30 | Argentína (ARG)       | 0–3 | Olaszország (ITA) | Nézőszám: 8743 Játékvezető: Songsak Chareonpong (THA), Dean Turner (AUS) |
| 2000. október 1. 12:30 | (16–25, 15–25, 18–25) |     |                   | Nézőszám: 8743 Játékvezető: Songsak Chareonpong (THA), Dean Turner (AUS) |

| Csapat          | Helyezés |
| --------------- | -------- |
| Argentína (ARG) | 4.       |

### Strandröplabda

#### Férfi
| Versenyző                          | 1. forduló                                                     | Reményág                                              | Reményág          | Nyolcaddöntő                                        | Negyeddöntő       | Elődöntő          | Döntő             | Helyezés |
| Versenyző                          | 1. forduló                                                     | 1. forduló                                            | 2. forduló        | Nyolcaddöntő                                        | Negyeddöntő       | Elődöntő          | Döntő             | Helyezés |
| Versenyző                          | Ellenfél Eredmény                                              | Ellenfél Eredmény                                     | Ellenfél Eredmény | Ellenfél Eredmény                                   | Ellenfél Eredmény | Ellenfél Eredmény | Ellenfél Eredmény | Helyezés |
| ---------------------------------- | -------------------------------------------------------------- | ----------------------------------------------------- | ----------------- | --------------------------------------------------- | ----------------- | ----------------- | ----------------- | -------- |
| Eduardo Martínez Martín Conde      | Olaszország (ITA) · Andrea Raffaelli · Maurizio Pimponi · 15-7 |                                                       |                   | Portugália (POR) · Miguel Maia · João Brenha · 3-15 | kiesett           | kiesett           | kiesett           | 9.       |
| Mariano Baracetti José Luis Salema | Oroszország (RUS) · Szergej Jermisin · Mihail Kusnyerev · 4-15 | Ausztrália (AUS) · Matt Grinlaubs · Josh Slack · 2-15 |                   | kiesett                                             | kiesett           | kiesett           | kiesett           | 19.      |

## Sportlövészet
Férfi
| Versenyző       | Versenyszám           | Selejtező | Selejtező | Döntő   | Döntő    |
| Versenyző       | Versenyszám           | Pont      | Helyezés  | Pont    | Helyezés |
| --------------- | --------------------- | --------- | --------- | ------- | -------- |
| Daniel Felizia  | Gyorstüzelő pisztoly  | 571       | 18.*      | kiesett | kiesett  |
| Pablo Álvarez   | Légpuska              | 586       | 31.**     | kiesett | kiesett  |
| Pablo Álvarez   | Sportpuska, fekvő     | 582       | 49.       | kiesett | kiesett  |
| Pablo Álvarez   | Sportpuska, összetett | 1150      | 33.*      | kiesett | kiesett  |
| Jorge Guarnieri | Trap                  | 109       | 23.**     | kiesett | kiesett  |

Női
| Versenyző      | Versenyszám           | Selejtező | Selejtező | Döntő   | Döntő    |
| Versenyző      | Versenyszám           | Pont      | Helyezés  | Pont    | Helyezés |
| -------------- | --------------------- | --------- | --------- | ------- | -------- |
| Amelia Fournel | Légpuska              | 390       | 28.***    | kiesett | kiesett  |
| Amelia Fournel | Sportpuska, összetett | 542       | 41.       | kiesett | kiesett  |

* - egy másik versenyzővel azonos eredményt ért el

** - két másik versenyzővel azonos eredményt ért el

*** - három másik versenyzővel azonos eredményt ért el

## Súlyemelés
Férfi
| Versenyző    | Versenyszám | Szakítás | Szakítás | Lökés    | Lökés    | Összesen | Helyezés |
| Versenyző    | Versenyszám | Eredmény | Helyezés | Eredmény | Helyezés | Összesen | Helyezés |
| ------------ | ----------- | -------- | -------- | -------- | -------- | -------- | -------- |
| Darío Lecman | 94 kg       | 135,0    | 19.      | 170,0    | 19.      | 305,0    | 19.      |

Női
| Versenyző   | Versenyszám | Szakítás | Szakítás | Lökés    | Lökés    | Összesen | Helyezés |
| Versenyző   | Versenyszám | Eredmény | Helyezés | Eredmény | Helyezés | Összesen | Helyezés |
| ----------- | ----------- | -------- | -------- | -------- | -------- | -------- | -------- |
| Nora Köppel | 63 kg       | 80,0     | 8.       | 102,5    | 7.*      | 182,5    | 8.       |

* - egy másik versenyzővel azonos eredményt ért el

## Taekwondo
Férfi
| Versenyző           | Versenyszám | Selejtező         | Negyeddöntő              | Elődöntő                    | Vigaszág negyeddöntő | Vigaszág elődöntő         | Bronz- mérkőzés               | Döntő             | Helyezés |
| Versenyző           | Versenyszám | Ellenfél Eredmény | Ellenfél Eredmény        | Ellenfél Eredmény           | Ellenfél Eredmény    | Ellenfél Eredmény         | Ellenfél Eredmény             | Ellenfél Eredmény | Helyezés |
| ------------------- | ----------- | ----------------- | ------------------------ | --------------------------- | -------------------- | ------------------------- | ----------------------------- | ----------------- | -------- |
| Gabriel Taraburelli | Légsúly     | erőnyerő          | Roberto Cruz (PHI) · 7-5 | Mihaíl Murúcosz (GRE) · 1-2 |                      | Younès Sekkat (MAR) · 5-4 | Huang Chih-Hsiung (TPE) · 0-3 |                   | 4.       |
| Alejandro Hernando  | Pehelysúly  | erőnyerő          | Hádi Szái (IRI) · 0-3    | kiesett                     |                      |                           |                               |                   | 9.       |

## Tenisz
Férfi
| Versenyző                           | Versenyszám | 64-es főtábla                            | 32-es főtábla                                                 | Nyolcaddöntő                   | Negyeddöntő       | Elődöntő          | Bronz- mérkőzés   | Döntő             | Helyezés |
| Versenyző                           | Versenyszám | Ellenfél Eredmény                        | Ellenfél Eredmény                                             | Ellenfél Eredmény              | Ellenfél Eredmény | Ellenfél Eredmény | Ellenfél Eredmény | Ellenfél Eredmény | Helyezés |
| ----------------------------------- | ----------- | ---------------------------------------- | ------------------------------------------------------------- | ------------------------------ | ----------------- | ----------------- | ----------------- | ----------------- | -------- |
| Mariano Zabaleta                    | Egyes       | Marcelo Ríos (CHI) · 6–7, 6–4, 7–5       | Jeff Tarango (USA) · 6–2, 6–3                                 | Makszim Mirni (BLR) · 6–7, 2–6 | kiesett           | kiesett           | kiesett           | kiesett           | 9.       |
| Juan Ignacio Chela                  | Egyes       | Nicolas Escudé (FRA) · 6–7, 7–5, 6–1     | Jevgenyij Kafelnyikov (RUS) · 7–6, 6–4                        | kiesett                        | kiesett           | kiesett           | kiesett           | kiesett           | 17.      |
| Franco Squillari                    | Egyes       | Karim Alami (MAR) · 4–6, 6–7             | kiesett                                                       | kiesett                        | kiesett           | kiesett           | kiesett           | kiesett           | 33.      |
| Gastón Gaudio                       | Egyes       | Uladzimir Valcskov (BLR) · 6–7, 6–4, 1–6 | kiesett                                                       | kiesett                        | kiesett           | kiesett           | kiesett           | kiesett           | 33.      |
| Juan Ignacio Chela Mariano Zabaleta | Páros       |                                          | Spanyolország (ESP) · Àlex Corretja · Albert Costa · 3–6, 4–6 | kiesett                        | kiesett           | kiesett           | kiesett           | kiesett           | 17.      |

Női
| Versenyző                   | Versenyszám | 64-es főtábla                          | 32-es főtábla                                                   | Nyolcaddöntő                                                                 | Negyeddöntő       | Elődöntő          | Bronz- mérkőzés   | Döntő             | Helyezés |
| Versenyző                   | Versenyszám | Ellenfél Eredmény                      | Ellenfél Eredmény                                               | Ellenfél Eredmény                                                            | Ellenfél Eredmény | Ellenfél Eredmény | Ellenfél Eredmény | Ellenfél Eredmény | Helyezés |
| --------------------------- | ----------- | -------------------------------------- | --------------------------------------------------------------- | ---------------------------------------------------------------------------- | ----------------- | ----------------- | ----------------- | ----------------- | -------- |
| María Emilia Salerni        | Egyes       | Natallja Zverava (BLR) · 6–3, 4–6, 6–2 | Barbara Schett (AUT) · 6–7, 4–6                                 | kiesett                                                                      | kiesett           | kiesett           | kiesett           | kiesett           | 17.      |
| Florencia Labat             | Egyes       | Miriam Oremans (NED) · 2–6, 4–6        | kiesett                                                         | kiesett                                                                      | kiesett           | kiesett           | kiesett           | kiesett           | 33.      |
| Paola Suárez                | Egyes       | Lindsay Davenport (USA) · 2–6, 2–6     | kiesett                                                         | kiesett                                                                      | kiesett           | kiesett           | kiesett           | kiesett           | 33.      |
| Laura Montalvo Paola Suárez | Páros       |                                        | Olaszország (ITA) · Silvia Farina Elia · Rita Grande · 6–0, 6–0 | Venezuela (VEN) · Milagros Sequera · María Alejandra Vento-Kabchi · 4–6, 1–6 | kiesett           | kiesett           | kiesett           | kiesett           | 9.       |

## Torna
Női
| Versenyző      | Versenyszám      | Selejtező | Selejtező | Döntő    | Döntő    |
| Versenyző      | Versenyszám      | Pontszám  | Helyezés  | Pontszám | Helyezés |
| -------------- | ---------------- | --------- | --------- | -------- | -------- |
| Melina Sirolli | Talaj            | 9,162     | 47.*      | kiesett  | kiesett  |
| Melina Sirolli | Ugrás            | 9,256     | 37.       | kiesett  | kiesett  |
| Melina Sirolli | Felemás korlát   | 9,037     | 70.*      | kiesett  | kiesett  |
| Melina Sirolli | Gerenda          | 8,950     | 66.       | kiesett  | kiesett  |
| Melina Sirolli | Egyéni összetett | 36,405    | 47.       | kiesett  | kiesett  |

* - egy másik versenyzővel azonos eredményt ért el

## Triatlon
| Versenyző      | Versenyszám | 1,5 km úszás | Depózás 1 | 40 km kerékpározás | Depózás 2 | 10 km futás | Összesítés | Összesítés |
| Versenyző      | Versenyszám | Idő          | Idő       | Idő                | Idő       | Idő         | Idő        | Helyezés   |
| -------------- | ----------- | ------------ | --------- | ------------------ | --------- | ----------- | ---------- | ---------- |
| Oscar Galíndez | Férfi       | 18:27,79     | 22,80     | 58:59,30           | 21,30     | 32:48,29    | 1:50:59,48 | 28.        |

## Úszás
Férfi
| Versenyző                                                    | Versenyszám            | Előfutam | Előfutam | Előfutam | Elődöntő | Elődöntő | Elődöntő | Döntő   | Döntő    |
| Versenyző                                                    | Versenyszám            | Idő      | Hely.    | Össz.    | Idő      | Hely.    | Össz.    | Idő     | Helyezés |
| ------------------------------------------------------------ | ---------------------- | -------- | -------- | -------- | -------- | -------- | -------- | ------- | -------- |
| José Martín Meolans                                          | 50 m gyors             | 22,89    | 6.       | 21.      | kiesett  | kiesett  | kiesett  | kiesett | kiesett  |
| José Martín Meolans                                          | 100 m gyors            | 49,75    | 6.       | 12.      | 49,66    | 4.       | 10.      | kiesett | kiesett  |
| Agustín Fiorilli                                             | 400 m gyors            | 3:59,44  | 3.       | 32.      |          |          |          | kiesett | kiesett  |
| Agustín Fiorilli                                             | 1500 m gyors           | 15:52,69 | 2.       | 35.      |          |          |          | kiesett | kiesett  |
| Eduardo Otero                                                | 100 m hát              | 58,09    | 8.       | 40.      | kiesett  | kiesett  | kiesett  | kiesett | kiesett  |
| Eduardo Otero                                                | 200 m hát              | 2:05,51  | 3.       | 34.      | kiesett  | kiesett  | kiesett  | kiesett | kiesett  |
| Sergio Ferreyra                                              | 100 m mell             | 1:05,75  | 8.       | 53.      | kiesett  | kiesett  | kiesett  | kiesett | kiesett  |
| Andrés Bicocca                                               | 200 m mell             | 2:20,98  | 1.       | 37.      | kiesett  | kiesett  | kiesett  | kiesett | kiesett  |
| Pablo Abal                                                   | 100 m pillangó         | 54,45    | 6.       | 28.      | kiesett  | kiesett  | kiesett  | kiesett | kiesett  |
| Walter Arciprete                                             | 200 m vegyes           | 2:08,89  | 5.       | 45.      | kiesett  | kiesett  | kiesett  | kiesett | kiesett  |
| Pablo Abal Sergio Ferreyra José Martín Meolans Eduardo Otero | 4 × 100 m vegyes váltó | 3:43,61  | 7.       | 18.      |          |          |          | kiesett | kiesett  |

Női
| Versenyző              | Versenyszám    | Előfutam | Előfutam | Előfutam | Elődöntő | Elődöntő | Elődöntő | Döntő   | Döntő    |
| Versenyző              | Versenyszám    | Idő      | Hely.    | Össz.    | Idő      | Hely.    | Össz.    | Idő     | Helyezés |
| ---------------------- | -------------- | -------- | -------- | -------- | -------- | -------- | -------- | ------- | -------- |
| Florencia Szigeti      | 100 m gyors    | 57,20    | 4.       | 23.      | kiesett  | kiesett  | kiesett  | kiesett | kiesett  |
| Florencia Szigeti      | 200 m gyors    | kizárták | kizárták | kizárták | kiesett  | kiesett  | kiesett  | kiesett | kiesett  |
| Cecilia Biagioli       | 800 m gyors    | 9:04,02  | 4.       | 26.      |          |          |          | kiesett | kiesett  |
| María Pereyra          | 100 m pillangó | 1:04,75  | 4.       | 44.      | kiesett  | kiesett  | kiesett  | kiesett | kiesett  |
| Ana Carolina Aguilera  | 200 m pillangó | 2:21,23  | 3.       | 35.      | kiesett  | kiesett  | kiesett  | kiesett | kiesett  |
| María Virginia Garrone | 200 m vegyes   | 2:22,98  | 5.       | 29.      | kiesett  | kiesett  | kiesett  | kiesett | kiesett  |
| Georgina Bardach       | 400 m vegyes   | 4:54,31  | 1.       | 21.      |          |          |          | kiesett | kiesett  |

## Vitorlázás
Férfi
| Versenyző                      | Versenyszám     | Futam | Futam | Futam | Futam | Futam  | Futam | Futam | Futam | Futam | Futam  | Futam | Pontszám | Helyezés |
| Versenyző                      | Versenyszám     | 1     | 2     | 3     | 4     | 5      | 6     | 7     | 8     | 9     | 10     | 11    | Pontszám | Helyezés |
| ------------------------------ | --------------- | ----- | ----- | ----- | ----- | ------ | ----- | ----- | ----- | ----- | ------ | ----- | -------- | -------- |
| Carlos Espínola                | Szörfvitorlázás | 8     | 3     | 8     | 1     | 5      | 7     | 2     | (26)  | 6     | (11)   | 3     | 43,0     |          |
| Javier Conte Juan de la Fuente | 470-es osztály  | 11,0  | 6,0   | 8,0   | 5,0   | (30,0) | 6,0   | 3,0   | 7,0   | 1,0   | (17,0) | 10,0  | 57,0     |          |

Női
| Versenyző                          | Versenyszám    | Futam | Futam | Futam  | Futam | Futam  | Futam | Futam | Futam | Futam | Futam | Futam | Pontszám | Helyezés |
| Versenyző                          | Versenyszám    | 1     | 2     | 3      | 4     | 5      | 6     | 7     | 8     | 9     | 10    | 11    | Pontszám | Helyezés |
| ---------------------------------- | -------------- | ----- | ----- | ------ | ----- | ------ | ----- | ----- | ----- | ----- | ----- | ----- | -------- | -------- |
| Serena Amato                       | Europe         | 6     | (15)  | 9      | 5     | 2      | 2     | 6     | 1     | (14)  | 12    | 8     | 51,0     |          |
| María Fernanda Sesto Paula Reinoso | 470-es osztály | 10,0  | 6,0   | (16,0) | 8,0   | (15,0) | 8,0   | 13,0  | 1,0   | 7,0   | 6,0   | 13,0  | 72,0     | 12.      |

Nyílt
| Versenyző                      | Versenyszám | Futam | Futam  | Futam | Futam | Futam   | Futam | Futam | Futam  | Futam  | Futam | Futam | Pontszám | Helyezés |
| Versenyző                      | Versenyszám | 1     | 2      | 3     | 4     | 5       | 6     | 7     | 8      | 9      | 10    | 11    | Pontszám | Helyezés |
| ------------------------------ | ----------- | ----- | ------ | ----- | ----- | ------- | ----- | ----- | ------ | ------ | ----- | ----- | -------- | -------- |
| Diego Romero                   | Laser       | 21    | 25     | 23    | 10    | 13      | 21    | 18    | (28)   | (27)   | 27    | 4     | 162,0    | 23.      |
| Eduardo Farré Mariano Lucca    | Csillaghajó | 10,0  | (15,0) | 14,0  | 15,0  | (17,0*) | 14,0  | 14,0  | 14,0   | 13,0   | 14,0  | 11,0  | 119,0    | 16.      |
| Santiago Lange Final Standings | Tornádó     | 6,0   | 13,0   | 10,0  | 3,0   | 8,0     | 5,0   | 6,0   | (17,0) | (15,0) | 14,0  | 10,0  | 75,0     | 10.      |

* - nem indult

## Vívás
Férfi
| Versenyző         | Versenyszám  | Selejtező                    | 32-es főtábla     | Nyolcaddöntő      | Negyeddöntő       | Elődöntő          | Bronz- mérkőzés   | Döntő             | Helyezés |
| Versenyző         | Versenyszám  | Ellenfél Eredmény            | Ellenfél Eredmény | Ellenfél Eredmény | Ellenfél Eredmény | Ellenfél Eredmény | Ellenfél Eredmény | Ellenfél Eredmény | Helyezés |
| ----------------- | ------------ | ---------------------------- | ----------------- | ----------------- | ----------------- | ----------------- | ----------------- | ----------------- | -------- |
| Leandro Marchetti | Tőr, egyéni  | Brice Guyart (FRA) · 6-15    | kiesett           | kiesett           | kiesett           | kiesett           | kiesett           | kiesett           | 38.      |
| Diego Drajer      | Kard, egyéni | James Williams (GBR) · 13-15 | kiesett           | kiesett           | kiesett           | kiesett           | kiesett           | kiesett           | 37.      |

Női
| Versenyző         | Versenyszám | Selejtező                   | 32-es főtábla           | Nyolcaddöntő      | Negyeddöntő       | Elődöntő          | Bronz- mérkőzés   | Döntő             | Helyezés |
| Versenyző         | Versenyszám | Ellenfél Eredmény           | Ellenfél Eredmény       | Ellenfél Eredmény | Ellenfél Eredmény | Ellenfél Eredmény | Ellenfél Eredmény | Ellenfél Eredmény | Helyezés |
| ----------------- | ----------- | --------------------------- | ----------------------- | ----------------- | ----------------- | ----------------- | ----------------- | ----------------- | -------- |
| Alejandra Carbone | Tőr, egyéni | Simada Mivako (JPN) · 15-13 | Xiao Aihua (CHN) · 8-15 | kiesett           | kiesett           | kiesett           | kiesett           | kiesett           | 32.      |